# Ceratoperla fazi
Ceratoperla fazi is een steenvlieg uit de familie Gripopterygidae. De wetenschappelijke naam van de soort is voor het eerst geldig gepubliceerd in 1934 door Navás.